# Canistrum perplexum
Canistrum perplexum är en gräsväxtart som beskrevs av Lyman Bradford Smith. Canistrum perplexum ingår i släktet Canistrum och familjen Bromeliaceae. Inga underarter finns listade i Catalogue of Life.